# Žuti istarski oštrodlaki gonič
Žuti istarski oštrodlaki gonič (barbino) stara je pseća pasmina.
Spada u lovačke pse goniče.

## Obilježja
Barbinova dlaka je žutih nijansa, od pšenične do crvenkasto-žute. 
Dlaka je oštra, po čemu je dobio naziv. Oštra i gusta dlaka mu se nalazi na bradi u tolikoj mjeri da tvori "bradu", po čemu je dobio naziv "bradati" odnosno "barbino".